# Jean-Baptiste de Ghellinck d'Elseghem

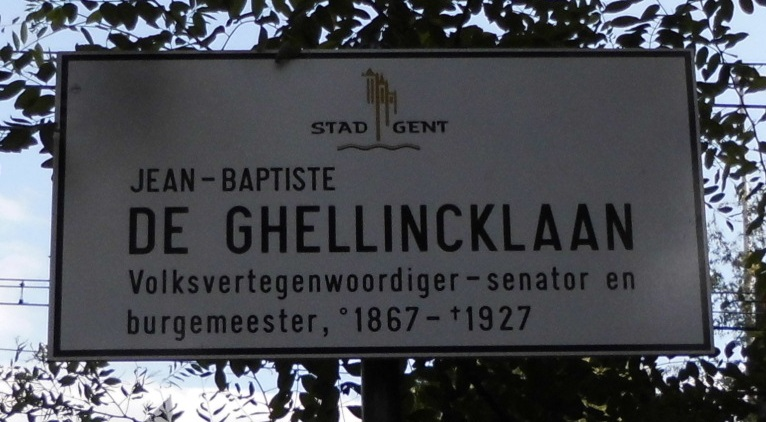
In Sint-Denijs-Westrem werd een straat naar hem genoemd.

Jean-Baptiste Joseph Charles Henri Marie Ghislain Vincent de Paul de Ghellinck d'Elseghem (Wannegem-Lede, 18 september 1867 - Sint-Denijs-Westrem, 23 februari 1927) was een Belgisch volksvertegenwoordiger, senator en burgemeester.

## Levensloop
Ridder Jean-Baptiste de Ghellinck was een zoon van ridder Jean-Baptiste Anicet de Ghellinck d'Elseghem (1815-1881) en van zijn tweede vrouw Clara Surmont de Volsberghe (1841-1912). Hij trouwde met Louise Delebecque (1867-1922) en ze kregen negen kinderen, die voor een uitgebreid nageslacht hebben gezorgd.
Hij werd doctor in de rechten aan de Katholieke Universiteit Leuven (1889). In 1892 werd hij gemeenteraadslid en in 1894 burgemeester van Wannegem-Lede. Hij was ook provincieraadslid in Oost-Vlaanderen.
In 1900 werd hij verkozen tot katholiek volksvertegenwoordiger voor het arrondissement Oudenaarde. Hij vervulde dit mandaat tot in 1912. Onmiddellijk daarop werd hij provinciaal senator voor Oost-Vlaanderen en bleef dit tot aan zijn dood.
Bij de stichting van de Landsbond der Christelijke Mutualiteiten was hij er ondervoorzitter van en bleef vele jaren bestuurder. 